# GP2-Serie 2010
Die GP2-Serie 2010 war die sechste Saison der GP2-Serie. Sie startete am 8. Mai 2010 in Barcelona, Spanien auf dem Circuit de Catalunya und endete am 14. November 2010 auf der Yas-Insel, Vereinigte Arabische Emirate auf dem Yas Marina Circuit. Den Meistertitel der Fahrer gewann vorzeitig Pastor Maldonado. Das Rapax Team entschied die Teamwertung für sich.

## Teams und Fahrer
Alle Piloten verwendeten Chassis von Dallara, Motoren von Renault und Reifen von Bridgestone.
| Bild                           | Team                           | Auto # | Fahrer               | Rennwochenende | Quelle |
| ------------------------------ | ------------------------------ | ------ | -------------------- | -------------- | ------ |
| ART Grand Prix                 | ART Grand Prix                 | 1      | Jules Bianchi        | Alle           | [ 1 ]  |
| ART Grand Prix                 | ART Grand Prix                 | 2      | Sam Bird             | Alle           | [ 2 ]  |
| Barwa Addax Team               | Barwa Addax Team               | 3      | Giedo van der Garde  | Alle           | [ 3 ]  |
| Barwa Addax Team               | Barwa Addax Team               | 4      | Sergio Pérez         | Alle           | [ 4 ]  |
| Super Nova Racing              | Super Nova Racing              | 5      | Josef Král           | 1–4, 10        | [ 5 ]  |
| Super Nova Racing              | Super Nova Racing              | 5      | Luca Filippi         | 5–9            | [ 6 ]  |
| Super Nova Racing              | Super Nova Racing              | 6      | Marcus Ericsson      | Alle           | [ 5 ]  |
| Racing Engineering             | Racing Engineering             | 7      | Dani Clos            | Alle           | [ 7 ]  |
| Racing Engineering             | Racing Engineering             | 8      | Christian Vietoris   | 1–9            | [ 8 ]  |
| Racing Engineering             | Racing Engineering             | 8      | Ho-Pin Tung          | 10             | [ 9 ]  |
| iSport International           | iSport International           | 9      | Oliver Turvey        | Alle           | [ 10 ] |
| iSport International           | iSport International           | 10     | Davide Valsecchi     | Alle           | [ 11 ] |
| DAMS                           | DAMS                           | 11     | Jérôme D’Ambrosio    | 1–5, 7–10      | [ 12 ] |
| DAMS                           | DAMS                           | 11     | Romain Grosjean      | 6              | [ 13 ] |
| DAMS                           | DAMS                           | 12     | Ho-Pin Tung          | 1–7            | [ 12 ] |
| DAMS                           | DAMS                           | 12     | Romain Grosjean      | 8–10           | [ 14 ] |
| Rapax Team                     | Rapax Team                     | 14     | Luiz Razia           | Alle           |        |
| Rapax Team                     | Rapax Team                     | 15     | Pastor Maldonado     | Alle           |        |
| Arden International Motorsport | Arden International Motorsport | 16     | Charles Pic          | Alle           | [ 15 ] |
| Arden International Motorsport | Arden International Motorsport | 17     | Rodolfo González     | Alle           |        |
| Ocean Racing Technology        | Ocean Racing Technology        | 18     | Max Chilton          | Alle           | [ 16 ] |
| Ocean Racing Technology        | Ocean Racing Technology        | 19     | Fabio Leimer         | Alle           | [ 16 ] |
| Scuderia Coloni                | Scuderia Coloni                | 20     | Alberto Valerio      | 1–7            | [ 17 ] |
| Scuderia Coloni                | Scuderia Coloni                | 20     | Álvaro Parente       | 8–9            | [ 18 ] |
| Scuderia Coloni                | Scuderia Coloni                | 20     | James Jakes          | 10             | [ 19 ] |
| Scuderia Coloni                | Scuderia Coloni                | 21     | Vladimir Arabadzhiev | 1–8            | [ 20 ] |
| Scuderia Coloni                | Scuderia Coloni                | 21     | Brendon Hartley      | 9–10           | [ 21 ] |
| Trident Racing                 | Trident Racing                 | 24     | Johnny Cecotto jr.   | 1–8            | [ 22 ] |
| Trident Racing                 | Trident Racing                 | 24     | Edoardo Piscopo      | 9              | [ 23 ] |
| Trident Racing                 | Trident Racing                 | 24     | Federico Leo         | 10             | [ 24 ] |
| Trident Racing                 | Trident Racing                 | 25     | Adrian Zaugg         | Alle           | [ 25 ] |
| DPR                            | DPR                            | 26     | Michael Herck        | Alle           | [ 26 ] |
| DPR                            | DPR                            | 27     | Giacomo Ricci        | 1–7            | [ 27 ] |
| DPR                            | DPR                            | 27     | Fabrizio Crestani    | 8–10           | [ 28 ] |

### Änderungen bei den Fahrern
Die folgende Auflistung enthält alle Fahrer, die an der GP2-Serie 2009 teilgenommen haben und in der Saison 2010 nicht für dasselbe Team wie 2009 starteten.
Fahrer, die ihr Team gewechselt hatten:
- Johnny Cecotto jr.: David Price Racing → Trident Racing
- Giedo van der Garde: iSport International → Barwa Addax Team
- Romain Grosjean: Barwa Addax Team → DAMS
- Rodolfo González: Trident Racing → Arden International
- Pastor Maldonado: ART Grand Prix → Rapax Team
- Álvaro Parente: Ocean Racing Technology → Scuderia Coloni
- Sergio Pérez: Arden International → Barwa Addax Team
- Luiz Razia: Scuderia Coloni → Rapax Team
- Alberto Valerio: Piquet GP → Scuderia Coloni
- Davide Valsecchi: Barwa Addax Team → iSport International

Fahrer, die in die GP2-Serie einstiegen bzw. zurückkehrten:
- Vladimir Arabadzhiev: Internationale Formel Master (JD Motorsport) → Scuderia Coloni
- Jules Bianchi: Formel-3-Euroserie (ART Grand Prix) → ART Grand Prix
- Sam Bird: Formel-3-Euroserie (ASL Mücke Motorsport) → ART Grand Prix
- Max Chilton: Britische Formel-3-Meisterschaft (Carlin Motorsport) → Ocean Racing Technology
- Fabrizio Crestani: Euroseries 3000 (TP Formula) → David Price Racing
- Marcus Ericsson: Japanische Formel-3-Meisterschaft (TOM’S) → Super Nova Racing
- Brendon Hartley: World Series by Renault (Tech 1 Racing) → Scuderia Coloni
- James Jakes: Auszeit → Scuderia Coloni
- Josef Král: Internationale Formel Master (JD Motorsport) → Super Nova Racing
- Fabio Leimer: Internationale Formel Master (Jenzer Motorsport) → Ocean Racing Technology
- Federico Leo: World Series by Renault (Pons Racing) → Trident Racing
- Charles Pic: World Series by Renault (Tech 1 Racing) → Arden International
- Edoardo Piscopo: FIA-Formel-2-Meisterschaft → Trident Racing
- Ho-Pin Tung: Superleague Formula (Reid Motorsport) → DAMS
- Oliver Turvey: World Series by Renault (Carlin Motorsport) → iSport International
- Christian Vietoris: Formel-3-Euroserie (ASL Mücke Motorsport) → Racing Engineering
- Adrian Zaugg: World Series by Renault (Interwetten.com Racing) → Trident Racing

Fahrer, die die GP2-Serie verlassen hatten:
- Karun Chandhok: Ocean Racing Technology → Formel 1 (Hispania Racing F1 Team)
- Stefano Coletti: Durango → World Series by Renault (Comtec Racing)
- Lucas di Grassi: Racing Engineering → Formel 1 (Virgin Racing)
- Nico Hülkenberg: ART Grand Prix → Formel 1 (Williams F1)
- Kamui Kobayashi: DAMS → Formel 1 (Sauber Motorsport)
- Edoardo Mortara: Arden International → Formel-3-Euroserie (Signature)
- Diego Nunes: iSport International → Stock Car Brasil (RC3 Bassani Racing)
- Nelson Panciatici: Durango → World Series by Renault (Lotus F1 Racing Junior Team)
- Franck Perera: David Price Racing → Superleague Formula (Alpha Team)
- Witali Petrow: Barwa Addax Team → Formel 1 (Renault F1)
- Davide Rigon: Trident Racing → Superleague Formula (Azerti Motorsport)
- Roldán Rodríguez: Piquet GP → Auszeit[29]
- Ricardo Teixeira: Trident Racing → FIA-Formel-2-Meisterschaft
- Javier Villa: Super Nova Racing → Australische Mini Challenge
- Andreas Zuber: Scuderia Coloni → FIA-GT1-Weltmeisterschaft (Phoenix Racing / Carsport)

### Änderungen bei den Teams
- Piquet GP hat sich vor der Saison in Rapax Team umbenannt.[30]
- Durango ging auf Grund finanzieller Probleme 2010 nicht mehr an den Start. Da für die Saison 2011 ein neues Auswahlverfahren für die Teams stattfand, rückte kein Team für Durango nach.[31]

### Änderungen während der Saison
- Nachdem Josef Král sich bei einem Unfall in Valencia zwei Wirbel gebrochen hat,[32] wurde er ab Silverstone von Luca Filippi, der bereits in der Vorsaison für Super Nova Racing angetreten war, an fünf Rennwochenenden vertreten.[6] Zum letzten Rennwochenende der Saison 2010 auf der Yas-Insel kehrte er in sein Cockpit zurück.
- Racing Engineering musste am letzten Rennwochenende auf der Yas-Insel auf Christian Vietoris verzichten. Der deutsche Rennfahrer musste aufgrund einer Blinddarmentzündung pausieren.[33] Er wurde durch Ho-Pin Tung, der die ersten sieben Rennwochenenden für DAMS bestritten hatte, ersetzt.
- Für das Rennen in Hockenheim wurde Jérôme D’Ambrosio bei DAMS durch Romain Grosjean ersetzt. Ab dem Rennwochenende von Spa-Francorchamps ging Grosjean für die restliche Saison für DAMS an den Start. Er ersetzt Ho-Pin Tung, der sich bei einem Unfall auf dem Hungaroring einen Lendenwirbel angebrochen hatte und infolgedessen bis zum letzten Rennwochenende ausfiel. Für das letzte Rennwochenende wechselte Tung zu Racing Engineering, obwohl ihm die Ärzte von einem Start abrieten.
- Die Scuderia Coloni tauschte beide Piloten im Laufe der Saison aus. Alberto Valerio verlor sein Cockpit nach sieben Rennwochenenden und wurde in Spa-Francorchamps und Monza durch Álvaro Parente ersetzt. Für das Saisonfinale auf der Yas-Insel fiel Parente mit einer Entzündung im Ohr aus und wurde durch James Jakes vertreten. Das zweite Coloni-Cockpit wurde an den ersten acht Rennwochenenden von Vladimir Arabadzhiev pilotiert. Der Bulgare wurde für die zwei letzten Stationen der GP2-Saison durch Brendon Hartley ersetzt.
- Johnny Cecotto jr. verließ Trident Racing nach dem achten Rennwochenende. In Monza wurde er durch Edoardo Piscopo[23] und auf der Yas-Insel durch Federico Leo ersetzt.[24]
- Bei David Price Racing kam es in Spa-Francorchamps zu einem Fahrerwechsel. Fabrizio Crestani ersetzte Giacomo Ricci, der sein Renncockpit nicht mehr bezahlen konnte.[28]

## Rennkalender
Der Rennkalender der GP2-Serie 2010 wurde am 18. Dezember 2009 veröffentlicht. Insgesamt wurden zehn Rennwochenenden ausgetragen, die im Rahmenprogramm der Formel 1 stattfanden. Das Rennen in Portimão, das zusätzlich geplant war, wurde abgesagt.
| Nr. | Datum         | Rennstrecke                                      | Sieger             | Zweiter             | Dritter             | Pole-Position     | Schnellste Rennrunde |
| --- | ------------- | ------------------------------------------------ | ------------------ | ------------------- | ------------------- | ----------------- | -------------------- |
| 01. | 08. Mai       | Circuit de Barcelona-Catalunya (Montmeló)        | Charles Pic        | Giacomo Ricci       | Dani Clos           | Jules Bianchi     | Sam Bird             |
| 02. | 09. Mai       | Circuit de Barcelona-Catalunya (Montmeló)        | Fabio Leimer       | Luiz Razia          | Pastor Maldonado    |                   | Fabio Leimer         |
| 03. | 14. Mai       | Circuit de Monaco (Monte Carlo)                  | Sergio Pérez       | Pastor Maldonado    | Dani Clos           | Dani Clos         | Sergio Pérez         |
| 04. | 15. Mai       | Circuit de Monaco (Monte Carlo)                  | Jérôme D’Ambrosio  | Giedo van der Garde | Jules Bianchi       |                   | Sam Bird             |
| 05. | 29. Mai       | Istanbul Park Circuit (Istanbul)                 | Pastor Maldonado   | Davide Valsecchi    | Sam Bird            | Davide Valsecchi  | Pastor Maldonado     |
| 06. | 30. Mai       | Istanbul Park Circuit (Istanbul)                 | Dani Clos          | Luiz Razia          | Giedo van der Garde |                   | Oliver Turvey        |
| 07. | 26. Juni      | Valencia Street Circuit (Valencia)               | Pastor Maldonado   | Jules Bianchi       | Sam Bird            | Sergio Pérez      | Pastor Maldonado     |
| 08. | 27. Juni      | Valencia Street Circuit (Valencia)               | Marcus Ericsson    | Giedo van der Garde | Michael Herck       |                   | Sergio Pérez         |
| 09. | 10. Juli      | Silverstone Circuit (Silverstone)                | Pastor Maldonado   | Jules Bianchi       | Dani Clos           | Jules Bianchi     | Pastor Maldonado     |
| 10. | 11. Juli      | Silverstone Circuit (Silverstone)                | Sergio Pérez       | Oliver Turvey       | Dani Clos           |                   | Sergio Pérez         |
| 11. | 24. Juli      | Hockenheimring Baden-Württemberg (Hockenheim)    | Pastor Maldonado   | Sergio Pérez        | Charles Pic         | Charles Pic       | Jules Bianchi        |
| 12. | 25. Juli      | Hockenheimring Baden-Württemberg (Hockenheim)    | Sergio Pérez       | Oliver Turvey       | Adrian Zaugg        |                   | Sergio Pérez         |
| 13. | 31. Juli      | Hungaroring (Mogyoród)                           | Pastor Maldonado   | Christian Vietoris  | Sergio Pérez        | Sam Bird          | Pastor Maldonado     |
| 14. | 01. August    | Hungaroring (Mogyoród)                           | Giacomo Ricci      | Christian Vietoris  | Davide Valsecchi    |                   | Michael Herck        |
| 15. | 28. August    | Circuit de Spa-Francorchamps (Spa-Francorchamps) | Pastor Maldonado   | Álvaro Parente      | Romain Grosjean     | Jérôme D’Ambrosio | Davide Valsecchi     |
| 16. | 29. August    | Circuit de Spa-Francorchamps (Spa-Francorchamps) | Sergio Pérez       | Giedo van der Garde | Álvaro Parente      |                   | Sergio Pérez         |
| 17. | 11. September | Autodromo Nazionale Monza (Monza)                | Sam Bird           | Jules Bianchi       | Oliver Turvey       | Jules Bianchi     | Sam Bird             |
| 18. | 12. September | Autodromo Nazionale Monza (Monza)                | Christian Vietoris | Jérôme D’Ambrosio   | Sam Bird            |                   | Sam Bird             |
| 19. | 13. November  | Yas Marina Circuit (Yas-Insel)                   | Sergio Pérez       | Oliver Turvey       | Sam Bird            | Oliver Turvey     | Sergio Pérez         |
| 20. | 14. November  | Yas Marina Circuit (Yas-Insel)                   | Davide Valsecchi   | Luiz Razia          | Romain Grosjean     |                   | Giedo van der Garde  |

### Saisonbericht
In der Saison 2010 kamen insgesamt 32 Piloten zum Einsatz. Mit Jules Bianchi (Formel-3-Euroserie), Marcus Ericsson (japanische Formel-3-Meisterschaft) und Fabio Leimer (Internationale Formel Master) wechselten drei amtierende Meister in die GP2-Serie. Die neuen Piloten kamen überwiegend aus der World Series by Renault und der internationalen Formel Master. Insgesamt fünf Piloten, die in der vorherigen Saison gestartet waren, wechselten in die Formel 1. Mit Romain Grosjean (Auto GP), Edoardo Mortara (Formel-3-Euroserie) und Davide Rigon (Superleague Formula) gewannen drei Piloten, die 2009 in der GP2 gefahren sind, den Meistertitel in einer anderen Rennserie. Während der Saison kehrten die routinierten GP2-Piloten Luca Filippi, Grosjean und Álvaro Parente in die Serie zurück.
In den ersten vier Rennen feierten die Sieger jeweils ihren ersten Sieg. Am Saisonauftakt in Barcelona gelang es Charles Pic als dritten Piloten überhaupt sein Debütrennen zu gewinnen. Beim Sprintrennen sicherte sich Leimer den ersten Sieg im zweiten Rennen. Auch in Monaco kam es zum ersten Sieg zweier GP2-Piloten. Sergio Pérez gewann in seiner zweiten Saison im Hauptrennen sein erstes Rennen und Jérôme D’Ambrosio gewann im 44. Rennen in seiner dritten Saison zum ersten Mal ein GP2-Rennen. An den folgenden sechs Rennwochenenden gewann Pastor Maldonado jeweils das Hauptrennen und stellte damit einen neuen Rekord auf. Zudem sammelte er mit diesen Siegen wichtige Punkte, die ihm schließlich zum Meistertitel verhalfen. Der spätere Vizemeister Pérez gewann in diesem Zeitraum dreimal das Sprintrennen. Bei den anderen drei Sprintrennen kam es zu den ersten Siegen von Dani Clos, Ericsson und Giacomo Ricci. Zwei weitere Debütsieger waren Sam Bird und Christian Vietoris. Mit Davide Valsecchi, der ebenfalls ein Rennen für sich entschied, gab es in der Saison 2010 elf verschiedene Sieger. Maldonado gewann den Meistertitel bei noch zwei ausstehenden Rennen in Monza. Am Saisonfinale sicherte sich Pérez den Vizemeistertitel vor Bianchi. Während die Abstände an der Spitze etwas größer waren, lagen die Piloten auf den Plätzen drei bis sechs innerhalb von vier Punkten.
In dieser Saison kam es zu mehreren folgenschweren Unfällen. Josef Král kollidierte in Valencia mit Rodolfo González und fiel anschließend mit zwei gebrochenen Wirbeln für fünf Rennwochenenden aus. In Mogyoród kam es zu einer Kollision zwischen Bianchi und Ho-Pin Tung, bei der sich beide Frakturen am Lendenwirbel zuzogen. Bianchi konnte nach einer Operation und ohne ein Rennwochenende auszulassen in sein Cockpit zurückkehren. Tung musste zwar nicht operiert werden, fiel jedoch für zwei Rennwochenenden aus.
Mit einem Alter von 27 Jahren war Tung in dieser Saison der älteste Pilot. Jüngster Fahrer war Max Chilton, der im Alter von 19 Jahren in der Serie debütierte.

## Wertungen

### Punktesystem
Beim Hauptrennen (HAU) bekamen die ersten acht des Rennens 10, 8, 6, 5, 4, 3, 2 bzw. 1 Punkt(e). Beim Sprintrennen (SPR) erhielten die ersten sechs des Rennens 6, 5, 4, 3, 2 bzw. 1 Punkt(e). Zusätzlich erhielt der Gewinner des Qualifyings, der im Hauptrennen von der Pole-Position startete, zwei Punkte. Der Fahrer, der von den ersten zehn klassifizierten Fahrern die schnellste Rennrunde erzielte, erhielt ebenfalls einen Punkt.
| Punkteverteilung | Punkteverteilung | Punkteverteilung | Punkteverteilung | Punkteverteilung | Punkteverteilung | Punkteverteilung | Punkteverteilung | Punkteverteilung | Punkteverteilung | Punkteverteilung | Punkteverteilung | Punkteverteilung |
| ---------------- | ---------------- | ---------------- | ---------------- | ---------------- | ---------------- | ---------------- | ---------------- | ---------------- | ---------------- | ---------------- | ---------------- | ---------------- |
| Platz            | 1                | 2                | 3                | 4                | 5                | 6                | 7                | 8                | 9                | 10               | PP               | SR               |
| Hauptrennen      | 10               | 8                | 6                | 5                | 4                | 3                | 2                | 1                | 0                | 0                | 2                | 1                |
| Sprintrennen     | 6                | 5                | 4                | 3                | 2                | 1                | 0                | 0                | 0                | 0                | –                | 1                |

### Fahrerwertung
| Pos. | Fahrer           | ESP | ESP | MCO | MCO | TUR | TUR | ESP | ESP | GBR | GBR | GER | GER | HUN | HUN | BEL | BEL | ITA | ITA | UAE | UAE | Punkte |
| Pos. | Fahrer           | HAU | SPR | HAU | SPR | HAU | SPR | HAU | SPR | HAU | SPR | HAU | SPR | HAU | SPR | HAU | SPR | HAU | SPR | HAU | SPR | Punkte |
| ---- | ---------------- | --- | --- | --- | --- | --- | --- | --- | --- | --- | --- | --- | --- | --- | --- | --- | --- | --- | --- | --- | --- | ------ |
| 01   | P. Maldonado     | 6   | 3   | 2   | 11  | 1   | 6   | 1   | 4   | 1   | 4   | 1   | 20  | 1   | DSQ | 1   | DNF | DNF | DNF | 17  | 10  | 87     |
| 02   | S. Pérez         | 4   | DNF | 1   | 6   | DSQ | 7   | 11  | 16  | 5   | 1   | 2   | 1   | 3   | DNF | 7   | 1   | DNF | 13  | 1   | DNF | 71     |
| 03   | J. Bianchi       | DNF | 12  | 4   | 3   | DNF | 13  | 2   | DNF | 2   | 5   | 5   | 4   | DNF | DNS | 14  | DNF | 2   | 4   | 18  | 8   | 52     |
| 04   | D. Clos          | 3   | 6   | 3   | DNF | 8   | 1   | 5   | 7   | 3   | 3   | 4   | 6   | 16  | 7   | DNF | DNS | DNF | 12  | 4   | 4   | 51     |
| 05   | S. Bird          | 9   | 4   | 18  | 10  | 3   | 10  | 3   | 10  | 4   | DNS | 14  | 5   | 13  | DNF | DNF | 12  | 1   | 3   | 3   | DNF | 48     |
| 06   | O. Turvey        | 5   | 5   | 15  | 15  | 14  | 18  | DNF | 12  | 8   | 2   | 8   | 2   | 4   | 5   | 6   | 5   | 3   | 6   | 2   | 6   | 48     |
| 07   | G. van der Garde | 20  | 9   | 6   | 2   | 4   | 3   | 4   | 2   | 9   | 7   | 12  | 9   | 5   | 4   | 9   | 2   | DNF | DNF | DNF | 19  | 39     |
| 08   | D. Valsecchi     | 10  | 11  | DNF | 16  | 2   | 4   | 10  | 6   | 7   | 6   | 17  | 18  | 9   | 3   | 18  | 8   | 9   | 16  | 5   | 1   | 31     |
| 09   | C. Vietoris      | DNF | 18  | 14  | DNS | 7   | DNF | 12  | DNF | 6   | 10  | DNF | 10  | 2   | 2   | 11  | DNF | 4   | 1   | INJ | INJ | 29     |
| 10   | C. Pic           | 1   | 7   | 11  | 7   | DNF | DNS | 6   | 5   | 10  | 8   | 3   | 17  | 11  | 9   | 4   | DNF | 11  | 8   | 20  | 12  | 28     |
| 11   | L. Razia         | 7   | 2   | 7   | 5   | 5   | 2   | DNF | DNF | DNF | 16  | DNF | 13  | 10  | DNF | 16  | 10  | DNF | 10  | 7   | 2   | 28     |
| 12   | J. D’Ambrosio    | DNF | 13  | 8   | 1   | 10  | 8   | DNF | 8   | 11  | 11  |     |     | 6   | DNF | DNF | DNF | 5   | 2   | 14  | 9   | 21     |
| 13   | G. Ricci         | 2   | 8   | 17  | DNF | DNF | 17  | DNF | DNF | 13  | 12  | 16  | 11  | 8   | 1   |     |     |     |     |     |     | 16     |
| 14   | R. Grosjean      |     |     |     |     |     |     |     |     |     |     | 20  | 19  |     |     | 3   | 6   | 13  | 17  | 6   | 3   | 14     |
| 15   | Á. Parente       |     |     |     |     |     |     |     |     |     |     |     |     |     |     | 2   | 3   | 12  | 9   | INJ | INJ | 13     |
| 16   | M. Herck         | 17  | 21  | 16  | DNF | 6   | 5   | 8   | 3   | 22  | 14  | 9   | 8   | 7   | DNF | DNF | 13  | DNF | DNF | 16  | 11  | 12     |
| 17   | M. Ericsson      | 11  | DNF | 12  | 9   | DNF | DNF | 7   | 1   | 12  | 18  | 6   | DNF | 12  | 10  | 13  | 7   | DNF | 11  | 11  | DNF | 11     |
| 18   | A. Zaugg         | 16  | 15  | DNF | 12  | DNF | DNF | 14  | 15  | 15  | 21  | 7   | 3   | 15  | 8   | 15  | 9   | 6   | 7   | DNF | DNS | 9      |
| 19   | F. Leimer        | 8   | 1   | DNF | 17  | 13  | 15  | DNF | DNF | 17  | 13  | 21  | DNF | DNF | 11  | 12  | DNF | DNF | DNS | DNF | 16  | 8      |
| 20   | L. Filippi       |     |     |     |     |     |     |     |     | 20  | 9   | 10  | 7   | 14  | 6   | 5   | DNF | DNF | 14  |     |     | 5      |
| 21   | R. González      | 15  | 14  | 10  | DNF | 16  | 16  | DNF | DNF | 16  | 20  | 18  | DNF | DNF | 15  | 8   | 4   | DNF | DNF | 10  | 17  | 4      |
| 22   | A. Valerio       | 14  | DNF | 5   | DNF | 17  | 19  | 9   | DNF | 14  | 22  | 11  | 12  | DNF | 12  |     |     |     |     |     |     | 4      |
| 23   | J. Cecotto       | DNF | 17  | 9   | 4   | 12  | 12  | DNF | 14  | 18  | 23  | 13  | DNF | DNF | 13  | 10  | DNF |     |     |     |     | 3      |
| 24   | J. Král          | 12  | 19  | 13  | 8   | 15  | 14  | DNF | DNF | INJ | INJ | INJ | INJ | INJ | INJ | INJ | INJ | INJ | INJ | 8   | 5   | 3      |
| 25   | M. Chilton       | 18  | 16  | DNF | 14  | 9   | 11  | DNF | 11  | 19  | 19  | 19  | 16  | 17  | 16  | 17  | 11  | 8   | 5   | 12  | 13  | 3      |
| 26   | E. Piscopo       |     |     |     |     |     |     |     |     |     |     |     |     |     |     |     |     | 7   | DNF |     |     | 2      |
| 27   | B. Hartley       |     |     |     |     |     |     |     |     |     |     |     |     |     |     |     |     | DNF | DNF | 9   | 7   | 0      |
| 28   | H. Tung          | 13  | 10  | DNF | DNF | 11  | 9   | DNF | 13  | DNF | 15  | DNF | 14  | DNF | DNS | INJ | INJ | INJ | INJ | DNF | 14  | 0      |
| 29   | V. Arabadzhiev   | 19  | 20  | DNF | 13  | DNF | DNF | 13  | 9   | 21  | 17  | 15  | 15  | 18  | 14  | 19  | DNF |     |     |     |     | 0      |
| 30   | F. Crestani      |     |     |     |     |     |     |     |     |     |     |     |     |     |     | DNF | 14  | 10  | 15  | 13  | 15  | 0      |
| 31   | J. Jakes         |     |     |     |     |     |     |     |     |     |     |     |     |     |     |     |     |     |     | 15  | 18  | 0      |
| 32   | F. Leo           |     |     |     |     |     |     |     |     |     |     |     |     |     |     |     |     |     |     | 19  | DNF | 0      |
| Pos. | Fahrer           | HAU | SPR | HAU | SPR | HAU | SPR | HAU | SPR | HAU | SPR | HAU | SPR | HAU | SPR | HAU | SPR | HAU | SPR | HAU | SPR | Punkte |
| Pos. | Fahrer           | ESP | ESP | MCO | MCO | TUR | TUR | ESP | ESP | GBR | GBR | GER | GER | HUN | HUN | BEL | BEL | ITA | ITA | UAE | UAE | Punkte |

| Legende  | Legende            | Legende                                                          |
| Farbe    | Abkürzung          | Bedeutung                                                        |
| -------- | ------------------ | ---------------------------------------------------------------- |
| Gold     | –                  | Sieg                                                             |
| Silber   | –                  | 2. Platz                                                         |
| Bronze   | –                  | 3. Platz                                                         |
| Grün     | –                  | Platzierung in den Punkten                                       |
| Blau     | –                  | Klassifiziert außerhalb der Punkteränge                          |
| Violett  | DNF                | Rennen nicht beendet (did not finish)                            |
| Violett  | NC                 | nicht klassifiziert (not classified)                             |
| Rot      | DNQ                | nicht qualifiziert (did not qualify)                             |
| Rot      | DNPQ               | in Vorqualifikation gescheitert (did not pre-qualify)            |
| Schwarz  | DSQ                | disqualifiziert (disqualified)                                   |
| Weiß     | DNS                | nicht am Start (did not start)                                   |
| Weiß     | WD                 | zurückgezogen (withdrawn)                                        |
| Hellblau | PO                 | nur am Training teilgenommen (practiced only)                    |
| Hellblau | TD                 | Freitags-Testfahrer (test driver)                                |
| ohne     | DNP                | nicht am Training teilgenommen (did not practice)                |
| ohne     | INJ                | verletzt oder krank (injured)                                    |
| ohne     | EX                 | ausgeschlossen (excluded)                                        |
| ohne     | DNA                | nicht erschienen (did not arrive)                                |
| ohne     | C                  | Rennen abgesagt (cancelled)                                      |
| ohne     | keine WM-Teilnahme |                                                                  |
| sonstige | P/fett             | Pole-Position                                                    |
| sonstige | 1/2/3/4/5/6/7/8    | Punktplatzierung im Sprint-/Qualifikationsrennen                 |
| sonstige | SR/kursiv          | Schnellste Rennrunde                                             |
| sonstige | *                  | nicht im Ziel, aufgrund der zurückgelegten Distanz aber gewertet |
| sonstige | ()                 | Streichresultate                                                 |
| sonstige | unterstrichen      | Führender in der Gesamtwertung                                   |

### Teamwertung
| Pos. | Team                           | Auto # | ESP | ESP | MCO | MCO | TUR | TUR | ESP | ESP | GBR | GBR | GER | GER | HUN | HUN | BEL | BEL | ITA | ITA | UAE | UAE | Punkte |
| Pos. | Team                           | Auto # | HAU | SPR | HAU | SPR | HAU | SPR | HAU | SPR | HAU | SPR | HAU | SPR | HAU | SPR | HAU | SPR | HAU | SPR | HAU | SPR | Punkte |
| ---- | ------------------------------ | ------ | --- | --- | --- | --- | --- | --- | --- | --- | --- | --- | --- | --- | --- | --- | --- | --- | --- | --- | --- | --- | ------ |
| 01   | Rapax Team                     | 14     | 7   | 2   | 7   | 5   | 5   | 2   | DNF | DNF | DNF | 16  | DNF | 13  | 10  | DNF | 16  | 10  | DNF | 10  | 7   | 2   | 115    |
| 01   | Rapax Team                     | 15     | 6   | 3   | 2   | 11  | 1   | 6   | 1   | 4   | 1   | 4   | 1   | 20  | 1   | DSQ | 1   | DNF | DNF | DNF | 17  | 10  | 115    |
| 02   | Barwa Addax Team               | 3      | 20  | 9   | 6   | 2   | 4   | 3   | 4   | 2   | 9   | 7   | 12  | 9   | 5   | 4   | 9   | 2   | DNF | DNF | DNF | 19  | 110    |
| 02   | Barwa Addax Team               | 4      | 4   | DNF | 1   | 6   | DSQ | 7   | 11  | 16  | 5   | 1   | 2   | 1   | 3   | DNF | 7   | 1   | DNF | 13  | 1   | DNF | 110    |
| 03   | ART Grand Prix                 | 1      | DNF | 12  | 4   | 3   | DNF | 13  | 2   | DNF | 2   | 5   | 5   | 4   | DNF | DNS | 14  | DNF | 2   | 4   | 18  | 8   | 100    |
| 03   | ART Grand Prix                 | 2      | 9   | 4   | 18  | 10  | 3   | 10  | 3   | 10  | 4   | DNS | 14  | 5   | 13  | DNF | DNF | 12  | 1   | 3   | 3   | DNF | 100    |
| 04   | Racing Engineering             | 7      | 3   | 6   | 3   | DNF | 8   | 1   | 5   | 7   | 3   | 3   | 4   | 6   | 16  | 7   | DNF | DNS | DNF | 12  | 4   | 4   | 80     |
| 04   | Racing Engineering             | 8      | DNF | 18  | 14  | DNS | 7   | DNF | 12  | DNF | 6   | 10  | DNF | 10  | 2   | 2   | 11  | DNF | 4   | 1   | DNF | 14  | 80     |
| 05   | iSport International           | 9      | 5   | 5   | 15  | 15  | 14  | 18  | DNF | 12  | 8   | 2   | 8   | 2   | 4   | 5   | 6   | 5   | 3   | 6   | 2   | 6   | 79     |
| 05   | iSport International           | 10     | 10  | 11  | DNF | 16  | 2   | 4   | 10  | 6   | 7   | 6   | 17  | 18  | 9   | 3   | 18  | 8   | 9   | 16  | 5   | 1   | 79     |
| 06   | DAMS                           | 11     | DNF | 13  | 8   | 1   | 10  | 8   | DNF | 8   | 11  | 11  | 20  | 19  | 6   | DNF | DNF | DNF | 5   | 2   | 14  | 9   | 35     |
| 06   | DAMS                           | 12     | 13  | 10  | DNF | DNF | 11  | 9   | DNF | 13  | DNF | 15  | DNF | 14  | DNF | DNS | 3   | 6   | 13  | 17  | 6   | 3   | 35     |
| 07   | Arden International Motorsport | 16     | 1   | 7   | 11  | 7   | DNF | DNS | 6   | 5   | 10  | 8   | 3   | 17  | 11  | 9   | 4   | DNF | 11  | 8   | 20  | 12  | 32     |
| 07   | Arden International Motorsport | 17     | 15  | 14  | 10  | DNF | 16  | 16  | DNF | DNF | 16  | 20  | 18  | DNF | DNF | 15  | 8   | 4   | DNF | DNF | 10  | 17  | 32     |
| 08   | DPR                            | 26     | 17  | 21  | 16  | DNF | 6   | 5   | 8   | 3   | 22  | 14  | 9   | 8   | 7   | DNF | DNF | 13  | DNF | DNF | 16  | 11  | 28     |
| 08   | DPR                            | 27     | 2   | 8   | 17  | DNF | DNF | 17  | DNF | DNF | 13  | 12  | 16  | 11  | 8   | 1   | DNF | 14  | 10  | 15  | 13  | 15  | 28     |
| 09   | Super Nova Racing              | 5      | 12  | 19  | 13  | 8   | 15  | 14  | DNF | DNF | 20  | 9   | 10  | 7   | 14  | 6   | 5   | DNF | DNF | 14  | 8   | 5   | 19     |
| 09   | Super Nova Racing              | 6      | 11  | DNF | 12  | 9   | DNF | DNF | 7   | 1   | 12  | 18  | 6   | DNF | 12  | 10  | 13  | 7   | DNF | 11  | 11  | DNF | 19     |
| 10   | Scuderia Coloni                | 20     | 14  | DNF | 5   | DNF | 17  | 19  | 9   | DNF | 14  | 22  | 11  | 12  | DNF | 12  | 2   | 3   | 12  | 9   | 15  | 18  | 17     |
| 10   | Scuderia Coloni                | 21     | 19  | 20  | DNF | 13  | DNF | DNF | 13  | 9   | 21  | 17  | 15  | 15  | 18  | 14  | 19  | DNF | DNF | DNF | 9   | 7   | 17     |
| 11   | Trident Racing                 | 24     | DNF | 17  | 9   | 4   | 12  | 12  | DNF | 14  | 18  | 23  | 13  | DNF | DNF | 13  | 10  | DNF | 7   | DNF | 19  | DNF | 14     |
| 11   | Trident Racing                 | 25     | 16  | 15  | DNF | 12  | DNF | DNF | 14  | 15  | 15  | 21  | 7   | 3   | 15  | 8   | 15  | 9   | 6   | 7   | DNF | DNS | 14     |
| 12   | Ocean Racing Technology        | 18     | 18  | 16  | DNF | 14  | 9   | 11  | DNF | 11  | 19  | 19  | 19  | 16  | 17  | 16  | 17  | 11  | 8   | 5   | 12  | 13  | 11     |
| 12   | Ocean Racing Technology        | 19     | 8   | 1   | DNF | 17  | 13  | 15  | DNF | DNF | 17  | 13  | 21  | DNF | DNF | 11  | 12  | DNF | DNF | DNS | DNF | 16  | 11     |
| Pos. | Team                           | Auto # | HAU | SPR | HAU | SPR | HAU | SPR | HAU | SPR | HAU | SPR | HAU | SPR | HAU | SPR | HAU | SPR | HAU | SPR | HAU | SPR | Punkte |
| Pos. | Team                           | Auto # | ESP | ESP | MCO | MCO | TUR | TUR | ESP | ESP | GBR | GBR | GER | GER | HUN | HUN | BEL | BEL | ITA | ITA | UAE | UAE | Punkte |

| Legende  | Legende            | Legende                                                          |
| Farbe    | Abkürzung          | Bedeutung                                                        |
| -------- | ------------------ | ---------------------------------------------------------------- |
| Gold     | –                  | Sieg                                                             |
| Silber   | –                  | 2. Platz                                                         |
| Bronze   | –                  | 3. Platz                                                         |
| Grün     | –                  | Platzierung in den Punkten                                       |
| Blau     | –                  | Klassifiziert außerhalb der Punkteränge                          |
| Violett  | DNF                | Rennen nicht beendet (did not finish)                            |
| Violett  | NC                 | nicht klassifiziert (not classified)                             |
| Rot      | DNQ                | nicht qualifiziert (did not qualify)                             |
| Rot      | DNPQ               | in Vorqualifikation gescheitert (did not pre-qualify)            |
| Schwarz  | DSQ                | disqualifiziert (disqualified)                                   |
| Weiß     | DNS                | nicht am Start (did not start)                                   |
| Weiß     | WD                 | zurückgezogen (withdrawn)                                        |
| Hellblau | PO                 | nur am Training teilgenommen (practiced only)                    |
| Hellblau | TD                 | Freitags-Testfahrer (test driver)                                |
| ohne     | DNP                | nicht am Training teilgenommen (did not practice)                |
| ohne     | INJ                | verletzt oder krank (injured)                                    |
| ohne     | EX                 | ausgeschlossen (excluded)                                        |
| ohne     | DNA                | nicht erschienen (did not arrive)                                |
| ohne     | C                  | Rennen abgesagt (cancelled)                                      |
| ohne     | keine WM-Teilnahme |                                                                  |
| sonstige | P/fett             | Pole-Position                                                    |
| sonstige | 1/2/3/4/5/6/7/8    | Punktplatzierung im Sprint-/Qualifikationsrennen                 |
| sonstige | SR/kursiv          | Schnellste Rennrunde                                             |
| sonstige | *                  | nicht im Ziel, aufgrund der zurückgelegten Distanz aber gewertet |
| sonstige | ()                 | Streichresultate                                                 |
| sonstige | unterstrichen      | Führender in der Gesamtwertung                                   |

- Pérez wurde beim Hauptrennen in der Türkei wegen Untergewichts disqualifiziert.[36]